# Fulvio Bernardini
Pour les articles homonymes, voir Bernardini.
Fulvio Bernardini, né le 28 décembre 1905 à Rome et mort le 13 janvier 1984  dans la même ville, était un footballeur puis entraîneur de football italien.

## Biographie
Milieu de terrain de la Lazio Rome, de l'Inter Milan, surtout de l'AS Rome (286 matches et 45 buts) et de M.A.T.E.R. Rome (1939-1943) durant les années 1930, Fulvio Bernardini est devenu entraîneur en 1950. Il a dirigé notamment la Fiorentina, Bologne, l'AS Roma, la Reggina, Vicence, la Lazio, la Sampdoria et Brescia.
Il a remporté le championnat d'Italie avec la Fiorentina et Bologne ainsi que la coupe d'Italie avec la Lazio.
Il compte 26 sélections en équipe d'Italie de 1925 à 1932. En 1928, il remporte la médaille de bronze avec l'équipe d'Italie lors du tournoi olympique des Jeux d'Amsterdam.
En 1974, il succède à Ferruccio Valcareggi en tant que sélectionneur de l'équipe d'Italie. Il partage le poste avec Enzo Bearzot de 1975 à 1977.